# Vedat Ademi
Vedat Ademi (ur. 22 sierpnia 1982 w Mitrowicy) – kosowski piosenkarz mieszkający w Stanach Zjednoczonych.

## Życiorys
W latach 2007, 2010-2012 i 2014 wziął udział w festiwalu muzycznym Kënga Magjike.

## Dyskografia[1]

### Albumy
| Rok  | Album          |
| ---- | -------------- |
| 2011 | Koha s'kthehet |

### Teledyski
| Rok  | Teledysk         |
| ---- | ---------------- |
| 2011 | Dua te iki larg  |
| 2011 | Emrin tim        |
| 2012 | Një jetë me ty   |
| 2012 | Ne kemi një vend |
| 2012 | Per ty           |
| 2013 | Në zemër të mbaj |
| 2013 | Vetem ti         |
| 2013 | Thuaj po         |
| 2014 | Hapat e mi       |
| 2014 | Ke harruar       |
| 2015 | Ben ftohte       |
| 2015 | Panorama         |
| 2016 | S'kom me ta fal  |
| 2016 | Thirrem dashuri  |
| 2016 | Më mirë me zemër |
| 2018 | Zemren time ke   |
| 2019 | Oqean            |
| 2019 | Nuk kam faj      |
| 2019 | Sa m'ke mungu    |
| 2020 | Je ajo           |
| 2021 | Kënga jonë       |
| 2021 | Do vij           |
| 2021 | Edhe nje here    |